# 49 Forty-Nine
『49 Forty-Nine』（フォーティナイン）は、久松史奈の9thベスト・アルバム。2020年6月24日に発売された。

## 内容
デビュー30周年記念ベスト・アルバム。アルバムタイトルは発売当時の自身の年齢。デビュー曲「LADY BLUE」、大ヒット曲「天使の休息」は、音楽プロデューサー・編曲に瀬尾一三を迎え新たに録音した「天使の休息 2020」を含む2バージョンを収録。更に新曲「Short Film」収録。

## 収録曲
1. LADY BLUE　5:13
2. OH MY GOD!　4:59
3. SO CRY NO MORE　6:41
4. 天使の休息　5:13
5. 微笑みながら　4:28
6. 夏の最後の日　4:42
7. さよならを教えて　4:08
8. 子守歌　4:24
9. 光と影　4:40
10. YES MY FRIEND　4:41
11. 東京ロックシティー1999　5:52
12. JOG　4:23
13. 思考回路　4:13
14. Short Film　3:37
  - 作詞・作曲：久松史奈　編曲：久松史奈・川口圭太
15. 天使の休息 2020　5:02